# Temporada 1993 de la Fórmula 3 Chilena
La temporada 1993 de la Fórmula Tres Chilena, fue la 21.ª temporada del principal campeonato de monoplazas en Chile, se disputaron 12 fechas que se extendieron desde el 21 de marzo al 21 de noviembre del presente año, habiendo un receso desde finales de junio a mediados de agosto, por la Copa América disputada ese año en Ecuador. De las fechas, once fueron disputadas en el autódromo de Las Vizcachas y una en el circuito de la Base Aeronaval de Quintero (después de dos años y medio de correr exclusivamente en Las Vizcachas) y teniendo como socio televisivo a RTU y posteriormente Chilevisión, quien transmitió las competencias en vivo y en directo los domingos en la tarde. 
Fue una temporada regular, especialmente en la primera parte, donde el principal problema fue la falta de participantes, llegando a haber un total de 9 inscritos como máximo, problema que los dirigentes se dedicaron a solucionar en el receso y vieron sus frutos en la segunda parte de la temporada, llegando a un total de 14 participantes por fecha. Además fue la última temporada donde el reglamento incluía la motorización multimarca como la última en ser regentada por la FOTA (Formula Tres y Asociados).
Esta temporada también se recuerda por ser la que menos ganadores ha tenido a lo largo del año, con solo 3 ganadores distintos en las 12 fechas disputadas. Giuseppe Bacigalupo, defendiendo a la escudería Rosen, se alzó con su séptimo título ganando 7 carreras de 12 disputadas, donde consiguió el récord de puntaje (todavía vigente) de 97 puntos. Los otros ganadores fueron el joven y emergente piloto, Ramón Ibarra con cuatro triunfos (y quien obtuvo el tercer lugar de la clasificación general) y Carlos Capurro con un triunfo (y con quien obtuvo el subcampeonato de esa temporada, siendo su mejor ubicación en su historial en la Fórmula Tres) 
El programa de carreras, también estaba compuesto por la Fórmula Cuatro Promocional, en donde obtuvo el bicampeonato, el joven piloto Sebastián Marisio y la copa Citroën AX (categoría Monomarca que usaba el modelo GT, fabricado desde 1992 a 1993), siendo una de las categorías monomarca más numerosas de la década con 31 participantes por fecha fecha. Tuvo en un principio un mal comienzo, ya que fue producto del volcamiento de Gean Piero Bozzo, un banderillero es impactado cuando el auto de Bozzo daba vueltas de campana sin control, falleciendo horas después en una clínica. Y la última en disputar la tradicional prueba "Las Tres Horas de Chile". El título se lo llevó el experimentado piloto, Martín Ferrer, quien también ganó el derecho a participar en la Copa Mundial Citroën AX que se disputó en el autódromo de Paul Ricard en Francia, donde tuvo el mejor tiempo en los entrenamientos libres y un excelente décimo lugar en la carrera final. 

## Auspiciadores
En esta temporada, los auspiciadores fueron:
| - Citroën - Calcetines Moletto - Lubricantes Elf - Distribuidora Rabié - Las Últimas Noticias - Motorrad | - Pinturas Real - Hamburguesas Procarne - Radio Carolina - Topper - Hotel María Isabel - Mon-Repos |

## Equipos y pilotos
| N.º | Piloto                | Auto-Motor               | Escudería                                                       | Carreras |
| --- | --------------------- | ------------------------ | --------------------------------------------------------------- | -------- |
| 1   | Giuseppe Bacigalupo   | Larroquette - Alfa Romeo | Colchones Rosen - Servifren - Bujías NGK - Le-Bert Carburadores | Todas    |
| 2   | Gonzalo Alcalde       | Larroquette - Alfa Romeo | Pioneer - Eurosport - Pisco Capel - LA Gear                     | Todas    |
| 4   | Carlos Capurro        | Larroquette - Mitsubishi | Elf - Canon - Revista Cosas                                     | Todas    |
| 5   | Ramón Ibarra          | Larroquette - Renault    | Valvoline - Revista Mecánica Popular - Covial - Andes Sam       | Todas    |
| 6   | Claudio Israel        | Larroquette - Nissan     | Remolques Goren - Denim - Pisco Control - Servifren             | Todas    |
| 7   | Juan Carlos Carbonell | Larroquette - Renault    | Lubricantes Quaker State - Procarne Hamburguesas                | 7-12     |
| 8   | Gonzalo Carbonell     | Larroquette - Renault    | Lubricantes Quaker State - Procarne Hamburguesas                | 7-12     |
| 9   | Héctor Sotomayor      | Larroquette - Renault    |                                                                 | 1-6      |
| 10  | Shahan Kazazian       | Larroquette - Citroën    |                                                                 | 7        |
| 11  | Ilish Maisán          | Larroquette - Renault    | Transportes Marcos Lausic                                       | 7-8      |
| 12  | Marcelo Aniballi      | Larroquette - Renault    | Telemundi - Ingeser                                             | 1-8      |
| 14  | Lino Pesce jr.        | Larroquette - Renault    |                                                                 | 2;4:8    |
| 15  | José Porcelli         | Larroquette - Renault    | Perfect Circle - Goodyear                                       | 1-6      |
| 16  | Kurt Horta            | Larroquette - Citroën    | Topper - Lubricantes Elf - Maroto Competición                   | 7-11     |
| 17  | Angelo Vanella        | Larroquette - Renault    | Vanella Muebles - Fuente Italiana                               | 4        |
| 18  | Julio Infante         | Larroquette - Renault    | Julio Infante Automotriz - Liqui Moly                           | 7-12     |
| 19  | Rodrigo Hernando      | Larroquette - Renault    | La Familia Grandes Tiendas - Colchones Ensueño - Vallesusa      | 7-12     |
| 21  | Mauricio Perrot       | Larroquette - Citroën    | Topper - Lubricantes Elf - Maroto Competición                   | 7-12     |
| 24  | Raúl Juliet           | Larroquette - Renault    | Brooks - Radio Tiempo FM                                        | Todas    |
| 26  | Martín Ferrer         | Larroquette - Citroën    | Topper - Lubricantes Elf - Maroto Competición                   | 12       |

TEMPORADA
| Fº   | Día              | Circuito                | Ciudad   | Gran Premio           | Ganador             |
| ---- | ---------------- | ----------------------- | -------- | --------------------- | ------------------- |
| 1.º  | 21 de marzo      | Autódromo Las Vizcachas | Santiago | Apertura              | Giuseppe Bacigalupo |
| 2.º  | 18 de abril      | Autódromo Las Vizcachas | Santiago | Lubricantes Elf       | Carlos Capurro      |
| 3.º  | 9 de mayo        | Autódromo Las Vizcachas | Santiago | Fórmula 3 y Asociados | Ramón Ibarra        |
| 4.º  | 23 de mayo       | Autódromo Las Vizcachas | Santiago | Fórmula 3 y Asociados | Ramón Ibarra        |
| 5.º  | 6 de junio       | Autódromo Las Vizcachas | Santiago | Las Últimas Noticias  | Giuseppe Bacigalupo |
| 6.º  | 27 de junio      | Autódromo Las Vizcachas | Santiago |                       | Giuseppe Bacigalupo |
| 7.º  | 15 de agosto     | Autódromo Las Vizcachas | Santiago |                       | Ramón Ibarra        |
| 8.º  | 12 de septiembre | Autódromo Las Vizcachas | Santiago | Fadech                | Giuseppe Bacigalupo |
| 9.º  | 26 de septiembre | Autódromo Las Vizcachas | Santiago | Las Últimas Noticias  | Giuseppe Bacigalupo |
| 10.º | 24 de octubre    | Autódromo Las Vizcachas | Santiago | Distribuidora Rabié   | Giuseppe Bacigalupo |
| 11.º | 7 de noviembre   | Base Aérea de Quintero  | Quintero | Lubricantes Elf       | Giuseppe Bacigalupo |
| 12.º | 21 de noviembre  | Autódromo Las Vizcachas | Santiago | Citroën               | Ramón Ibarra        |

## Equipos y pilotos Formula Cuatro Promocional
| N.º | Piloto                | Auto-Motor                 | Escudería                                                                             | Carreras |
| --- | --------------------- | -------------------------- | ------------------------------------------------------------------------------------- | -------- |
| 1   | Sebastián Marisio     | Larroquette - Renault 1020 | Industrias Marisio - Universidad Las Condes                                           | Todas    |
| 2   | Francisca Cortes      | Larroquette - Renault 1020 | Rebel´s - Ram                                                                         | 1-6      |
| 2   | Francisca Cortes      | Larroquette - Renault 1020 | Falabella                                                                             | 7-12     |
| 3   | Jorge Donoso          | Larroquette - Renault 1020 | Lubricantes Elf - Club Mediterráneo                                                   | Todas    |
| 4   | Hernán Allende        | Larroquette - Renault 1020 | Valvoline - Ridolfi Rectificación - Coexpro Propiedades - Comercial Schmidt           | Todas    |
| 5   | Bernardo Mandiola     | Larroquette - Renault 1020 | Cera Team - ESPN - Hornos Mundial - Discoteque Bronx                                  | Todas    |
| 6   | Valentín Zúñiga       | Larroquette - Renault 1020 | Alfa 2000                                                                             | 6-7      |
| 7   | Francisco Rioseco     | Larroquette - Renault 1020 | Valvoline - Ridolfi Rectificación - Remapa                                            | Todas    |
| 9   | Calixto Rubio Cañas   | Larroquette - Renault 1020 | Pinturas Real - Moda Color - Isesa                                                    | Todas    |
| 10  | Alejandro Serrano     | Larroquette - Renault 1020 | Colchones Rosen - Servifren - Bujías NGK - Le-Bert Carburadores - Radiadores Gallardo | Todas    |
| 11  | Gonzalo Febrer        | Larroquette - Renault 1020 | Panaderías San Camilo - Yago School                                                   | 7-12     |
| 12  | Alberto de la Carrera | Larroquette - Renault 1020 | Lubricantes Elf - Le Bert Carburadores                                                | Todas    |
| 14  | Oliver Maisán Guzmán  | Larroquette - Renault 1020 | Pinturas Real                                                                         | 2;5;6    |
| 15  | Cristían Rodríguez    | Larroquette - Renault 1020 | Desarmaduría Todo Volkswagen - Pernería El 18 - Ferretería Fuenzalida                 | 5-6      |
| 19  | Marcelo Rubio Cañas   | Larroquette - Renault 1020 | Pinturas Real - Moda Color - Pinturas Sipa                                            | Todas    |
| 21  | Ricardo Kobler        | Larroquette - Renault 1020 | Bosch - Importadora Viena                                                             | 2        |
| 22  | Pablo Rioseco         | Larroquette - Renault 1020 | Remapa                                                                                | 2-12     |

TEMPORADA
| Fº   | Día              | Circuito                | Ciudad   | Gran Premio           | Ganador           |
| ---- | ---------------- | ----------------------- | -------- | --------------------- | ----------------- |
| 1.º  | 21 de marzo      | Autódromo Las Vizcachas | Santiago | Apertura              | Sebastián Marisio |
| 2.º  | 18 de abril      | Autódromo Las Vizcachas | Santiago | Lubricantes Elf       | Hernán Allende    |
| 3.º  | 9 de mayo        | Autódromo Las Vizcachas | Santiago | Fórmula 3 y Asociados | Francisca Cortes  |
| 4.º  | 23 de mayo       | Autódromo Las Vizcachas | Santiago | Fórmula 3 y Asociados | Jorge Donoso      |
| 5.º  | 6 de junio       | Autódromo Las Vizcachas | Santiago | Las Últimas Noticias  | Jorge Donoso      |
| 6.º  | 27 de junio      | Autódromo Las Vizcachas | Santiago |                       | Sebastián Marisio |
| 7.º  | 15 de agosto     | Autódromo Las Vizcachas | Santiago |                       | Alejandro Serrano |
| 8.º  | 12 de septiembre | Autódromo Las Vizcachas | Santiago | Fadech                | Sebastián Marisio |
| 9.º  | 26 de septiembre | Autódromo Las Vizcachas | Santiago | Las Últimas Noticias  | Sebastián Marisio |
| 10.º | 24 de octubre    | Autódromo Las Vizcachas | Santiago | Distribuidora Rabié   | Hernán Allende    |
| 11.º | 7 de noviembre   | Base Aérea de Quintero  | Quintero | Lubricantes Elf       | Sebastián Marisio |
| 12.º | 21 de noviembre  | Autódromo Las Vizcachas | Santiago | Citroën               | Hernán Allende    |

## Equipos y pilotos Copa Citroën AX GT
| N.º | Piloto                 | Proveniente de | Escudería                                                      | Carreras   |
| --- | ---------------------- | -------------- | -------------------------------------------------------------- | ---------- |
| 2   | Jaime Bustamante       | Santiago       | Lubricantes Chevron - Tecnex                                   | Todas      |
| 3   | Pablo Falcone          | Santiago       | Cera Team - Momo - Rider Sweet - Pinturas Sipa - Liqui Moly    | 1-9;11-12  |
| 4   | Gabriel Tomic          | Santiago       | Kodak Gold Plus                                                | Todas      |
| 5   | Claudio Israel         | Santiago       | Remolques Goren - Denim - Pisco Control - Servifren            | Todas      |
| 6   | Gabriel Delano         | Santiago       | Pisco Control - Citroën Chanes                                 | Todas      |
| 7   | Martín Ferrer          | Santiago       | Cera Team - Momo - Rider Sweet - Pinturas Sipa - Liqui Moly    | Todas      |
| 8   | Cristián Elgueta       | Santiago       | Camare Autos - Transportes Maryún - Dollenz - Pompeyo Carrasco | Todas      |
| 9   | Bernardo Mandiola      | Santiago       | Cera Team - ESPN - Hornos Mundial                              | Todas      |
| 10  | Enrique Vicuña         | Santiago       | Jeans Parada 111                                               | 1-6        |
| 10  | Valeriano Hernando     | Santiago       | Jeans Parada 111                                               | 7-8        |
| 11  | Fernando Délano        | Santiago       | Lubricantes Castrol - Pronsa                                   | Todas      |
| 12  | Ramón Ibarra           | Santiago       | Valvoline - Revista Mecánica Popular - Covial - Andes Sam      | 1-4 ; 7-12 |
| 13  | Cristóbal Geyger       | Santiago       | Lubricantes Elf - Hirondelle - First Rent a Car                | Todas      |
| 14  | Guillermo Cerenic      | Coquimbo       | Liqui Moly - Cabañas Cocodrilo's                               | 1-2        |
| 15  | Álvaro Cabello         | Concepción     | Lubricantes Elf - Hirondelle - First Rent a Car                | Todas      |
| 16  | René Fainé             | Santiago       | Lubricantes Elf - Hirondelle - First Rent a Car                | 1-3 ; 7    |
| 16  | Arturo Escobar         | Santiago       | Lubricantes Elf - Hirondelle - First Rent a Car                | 8-10       |
| 17  | Carlos Capurro         | Santiago       | Lubricantes Elf - La Casa del Citroën                          | Todas      |
| 18  | Juan Francisco Molina  | Valdivia       | Liqui Moly - Inacap Valdivia - Buses Varmontt                  | Todas      |
| 19  | Carlos Francisco Pérez | Santiago       | Car Fran - Molycote                                            | Todas      |
| 20  | Max Werth              | Temuco         |                                                                | 1-2        |
| 21  | Gean Piero Bozzo       | Santiago       | Kodak Gold Plus                                                | 1-2        |
| 21  | Iván González          | Viña del Mar   | Kodak Gold Plus                                                | 3-12       |
| 22  | Ricardo Infante        | Santiago       | Lubricantes Elf - Hirondelle - First Rent a Car                | Todas      |
| 23  | Mauricio Bustos        | Santiago       | Colchones Rosen - Pronic - Pompeyo Carrasco                    | Todas      |
| 24  | Roberto Mosquera       | Santiago       | Lubricantes Elf - EcoVida - Automotriz Leonel Silva            | Todas      |
| 25  | Jorge Moreno           | Santiago       | Citroën Shahagun                                               | Todas      |
| 26  | Jorge Hormann          | Santiago       | Lubricantes Castrol - Combustibles Comar                       | Todas      |
| 27  | Eduardo Camhi          | Santiago       | Camare Autos - Transportes Maryún - Dollenz - Pompeyo Carrasco | 1-2        |
| 27  | Manuel Elgueta         | Santiago       | Camare Autos - Transportes Maryún - Dollenz - Pompeyo Carrasco | 3-12       |
| 28  | Roberto Fregosi        | Santiago       | Lubricantes Elf - Frenos Fregosi - Dicoma Amortiguadores       | Todas      |
| 29  | Iván Alexis Silva      | Santiago       | Lubricantes Elf - Hirondelle - First Rent a Car                | 1-6        |
| 29  | Iván Alexis Silva      | Santiago       | Lubricantes Elf - Alicol                                       | 7-12       |
| 30  | Jorge Greene           | Santiago       | Copec UltraVerde - Mobil                                       | 4          |
| 31  | Leonel Silva           |                | Citroën Chile - Shell                                          | 1          |
| 31  | Fernando Lira          |                | Citroën Chile - Shell                                          | 2          |
| 31  | Ruy Barbosa            |                | Citroën Chile - Shell                                          | 3          |
| 31  | Guillermo Castro       |                | Citroën Chile - Shell                                          | 4          |
| 31  | Gonzalo Alcalde        |                | Citroën Chile - Shell                                          | 5          |
| 31  | Miguel Fernández       |                | Citroën Chile - Shell                                          | 7          |
| 31  | Ernesto Pérez          |                | Citroën Chile - Shell                                          | 7          |
| 31  | Germán Mayo Correa     |                | Citroën Chile - Shell                                          | 8          |
| 31  | Mark Amourette         |                | Citroën Chile - Shell                                          | 11         |
| 31  | Aldo Fernando Dacal    |                | Citroën Chile - Shell                                          | 12         |
| 32  | Álvaro Rivera          | Santiago       | Dollenz                                                        | 1 ; 7-12   |
| 32  | Ricardo Cancino        | Santiago       | Camare Autos - Transportes Maryún - Dollenz - Pompeyo Carrasco | 4          |

TEMPORADA
| Fº   | Día              | Circuito                | Ciudad   | Gran Premio           | Ganador                          |
| ---- | ---------------- | ----------------------- | -------- | --------------------- | -------------------------------- |
| 1.º  | 21 de marzo      | Autódromo Las Vizcachas | Santiago | Apertura              | Martín Ferrer                    |
| 2.º  | 18 de abril      | Autódromo Las Vizcachas | Santiago | Lubricantes Elf       | Martín Ferrer                    |
| 3.º  | 9 de mayo        | Autódromo Las Vizcachas | Santiago | Fórmula 3 y Asociados | Jorge Hormann                    |
| 4.º  | 23 de mayo       | Autódromo Las Vizcachas | Santiago | Fórmula 3 y Asociados | Gabriel Tomic                    |
| 5.º  | 6 de junio       | Autódromo Las Vizcachas | Santiago | Las Últimas Noticias  | Martín Ferrer                    |
| 6.º  | 27 de junio      | Autódromo Las Vizcachas | Santiago |                       | Jorge Hormann                    |
| 7.º  | 15 de agosto     | Autódromo Las Vizcachas | Santiago | Las 3 Horas de Chile  | Gabriel Tomic - Gean Piero Bozzo |
| 8.º  | 12 de septiembre | Autódromo Las Vizcachas | Santiago | Fadech                | Martín Ferrer                    |
| 9.º  | 26 de septiembre | Autódromo Las Vizcachas | Santiago | Las Últimas Noticias  | Martín Ferrer                    |
| 10.º | 24 de octubre    | Autódromo Las Vizcachas | Santiago | Distribuidora Rabié   | Martín Ferrer                    |
| 11.º | 7 de noviembre   | Base Aérea de Quintero  | Quintero | Lubricantes Elf       | Martín Ferrer                    |
| 12.º | 21 de noviembre  | Autódromo Las Vizcachas | Santiago | Citroën               | Aldo Fernando Dacal              |

- Datos: Q30916600